# Midnight Magic
Midnight Magic è il settimo album in studio del gruppo musicale statunitense Commodores, pubblicato nel 1979.

## Tracce
Side 1
1. Gettin' It
2. Midnight Magic
3. You're Special
4. Still

Side 2
1. Wonderland
2. Sexy Lady
3. Lovin' You
4. Sail On
5. 12:01 A.M. (Reprise)

## Formazione
- Lionel Richie – voce, sassofono, tastiera, piano
- Thomas McClary – voce, chitarra
- Milan Williams – tastiera
- Ronald LaPread – basso
- William King – tromba
- Walter Orange – batteria, voce